# Immortal
För andra betydelser, se Immortal (olika betydelser).
Immortal är ett norskt black metal-band från Bergen bildat 1989. Debutalbumet Diabolical Fullmoon Mysticism gavs ut 1992. Bandet var aktivt till 2003, men återförenades 2006. Det senaste albumet, All Shall Fall, släpptes 25 september 2009. Bandet upplöstes 2015, men återförenades igen i augusti samma år.

## Historia
Bandet har sitt ursprung i death metal-banden Amputation och Old Funeral, men i en delvis annan sättning började de spela black metal och bytte 1991 namn till Immortal (eng. "odödlig"). Medlemmar i bandet var då sångaren Abbath, gitarristerna Demonaz och Jørn Inge Tunsberg samt trummisen Armagedda (Gerhard Herfindal). Efter några demoskivor och en EP, Unholy Forces of Evil, skrev bandet kontrakt med Osmose Productions och spelade in fullängdsalbumet Diabolical Fullmoon Mysticism i Grieghallen Studios i Bergen. Debutalbumet släpptes 1992. Efter en del medlemsbyten och -avhopp bestod bandet inför inspelningen av Pure Holocaust endast av Abbath, som nu även hanterade trummorna, och Demonaz. Albumet producerades av Eirik Hundvin och gavs ut 1993. Trummisen Erik "Grim" Brødreskift anslöt till bandet och Immortal turnerade i Europa först tillsammans med Blasphemy och senare med Marduk. Brødreskift lämnade bandet och anslöt senare till Gorgoroth inför albumet Antichrist. Han tog sitt liv i oktober 1999. 
Battles in the North, Immortals tredje fullängdsalbum, gavs ut 1995 och har även det Abbath på trummor. Under det årets Europaturné var det Mayhems Hellhammer som skötte slagverkandet i bandet, liksom på videon Masters of Nebulah Frost. Med Horgh (Reidar Horghagen) fick sedan Immortal en fast trummis och det första albumet med Horgh är 1997 års Blizzard Beasts. Albumet At the Heart of Winter, 1999 spelades in i The Abyss Studio i Sverige och producerades av Peter Tägtgren. Året därpå kom det sjätte fullängdsalbumet Damned in Black. Bandet genomförde en turné i USA tillsammans med Angel Corpse och Krisiun. Inför nästa album bröt Immortal samarbetet med Osmose Productions och skrev på för Nuclear Blast. Sons of Northern Darkness gavs ut 2002.
Immortal ansågs vara ett av de mest klassiska banden inom den norska black metal-scenen innan dess upplösning den 17 juli 2003. Upplösningen hade personliga orsaker. Bandet återförenades officiellt 2006 och var huvudband under 2007 på diverse festivaler så som Infernofestivalen i Oslo i april, Tuska Open Air i Helsingfors i juni, Metalcamp i Slovenien i juli och Wacken Open Air i Tyskland i augusti. Under 2008 består Immortal av Abbath och Horgh, och tillsammans med Demonaz som låtskrivare är ett nytt album under arbete.. Bandets åttonde album, All Shall Fall gavs ut den 25 september 2009.

## Medlemmar
Nuvarande medlemmar
- Demonaz Doom Occulta (Harald Nævdal) – gitarr (1991–1997), texter (1991–2003, 2006–2015, 2015– )
- Horgh (Reidar Horghagen) – trummor (1996–2003, 2006–2015, 2015– )

Tidigare medlemmar
- Abbath Doom Occulta (Olve Eikemo) – basgitarr (1991–1998), sång (1991–2003, 2006–2015), trummor (1993–1995), gitarr (1998–2003, 2006–2015)
- Armagedda (Gerhard Herfindal) – trummor (1991–1992)
- Jørn Inge Tunsberg – gitarr (1991)
- Iscariah (Stian Smørholm) – basgitarr (1999–2002)
- Apollyon (Ole Jørgen Moe) – basgitarr (2006–2015, 2015–2017)

Turnerande medlemmar
- Kolgrim (Jan Atle Åserød) – trummor (1992–1993)
- Grim (Erik Brødreskift) – trummor (1993–1994; död 1999)
- Hellhammer (Jan Axel Blomberg) – trummor (1995)
- Ares (Ronny Hovland) – basgitarr (1998)
- Saroth (Yngve Liljebäck) – basgitarr (2002–2003)

Demonaz var tvungen att lämna bandet på grund av en armskada men fortsatte ändå att skriva låttexter åt bandet. Erik "Grim" Brødreskift begick självmord 4 oktober 1999.

## Diskografi
Demo
- Immortal – 1991

Studioalbum
- Diabolical Fullmoon Mysticism – 1992
- Pure Holocaust – 1993
- Battles in the North – 1995
- Blizzard Beasts – 1997
- At the Heart of Winter – 1999
- Damned in Black – 2000
- Sons of Northern Darkness – 2002
- All Shall Fall – 2009
- Northern Chaos Gods – 2018
- War Against All – 2023

EP
- Immortal – 1991

Singlar
- "Northern Chaos Gods" (2018)

Samlingsalbum
- Pure Holocaust / Diabolical Fullmoon Mysticism – 1999 (kassett)

Video
- Masters of Nebulah Frost – 1995 (VHS)
- Live at BB Kings Club New York 2003 – 2005 (DVD)
- The Seventh Date of Blashyrkh – 2010 (DVD)

Annat
- True Kings of Norway – 2000 (delad album: Emperor / Dimmu Borgir / Immortal / Arcturus / Ancient)
- "Valley of the Damned" / "Hordes of War" – 2009 (delad 7" vinyl: Immortal / Hypocrisy)